# دوری مدیا
دوری مدیا (انگلیسی: Dori Media) شرکت رسانه‌ای اسرائیلی است، که در سالر۱۹۹۶ تأسیس شد.